# (16274) Pavlica
(16274) Pavlica est un astéroïde de la ceinture principale.

## Description
(16274) Pavlica est un astéroïde de la ceinture principale. Il fut découvert le 6 mai 2000 à Socorro (Nouveau-Mexique) par le projet LINEAR. Il présente une orbite caractérisée par un demi-grand axe de 2,37 UA, une excentricité de 0,15 et une inclinaison de 7,3° par rapport à l'écliptique.

## Compléments